# Джанго 2
Джанго 2: Повернення (італ. Django 2 - Il grande ritorno) — італійський бойовик 1987 року.

## Сюжет
У монастир, де живе Джанго, приїжджає жінка і повідомляє, що у неї від нього є дочка на ім'я Марісоль. Незабаром вона помирає, а Джанго йде шукати свою дочку. Дізнавшись що її викрав злий работоргівець, Джанго вирушає на допомогу.

## У ролях
| Актор              | Роль                   |
| ------------------ | ---------------------- |
| Франко Неро        | Джанго                 |
| Крістофер Коннеллі | «Ель Д'ябло» Орловські |
| Личинія Лентіні    | графиня Ізабель        |
| Вільям Бергер      | Старий Таймер          |
| Роберто Поссе      |                        |
| Алессандро Ді Чіо  |                        |
| Родріго Обрегон    |                        |
| Мікі               |                        |
| Білл Мур           |                        |
| Консуело Реина     | Дона Габріела          |
| Дональд Плезенс    | Бен Ганн               |